# Banco di Roma
Le Banco di Roma fut l'une des premières banques d'Italie et l'une des plus importantes du pays. Elle avait été définie au lendemain de la Première Guerre mondiale, comme le Credito Italiano et la Banca Commerciale Italiana (Bbanque d'intérêt national) et contrôlée par l'Institut de reconstruction industrielle (IRI).
Depuis 2007, elle est intégrée dans le groupe italien Unicredit SpA.

## Histoire
Le Banco di Roma a été fondé le 9 mars 1880 à Rome, à l'initiative de riches nobles romains, dans une période très faste où le développement économique et urbain de la ville, devenue capitale de l'Italie récemment unifiée par Garibaldi, allait bon train.
Les principaux actionnaires étaient le Prince Sigismondo Giustiniani-Bandini, Francesco Borghese Duc de Bomarzo et le Marquis Giulio Merenghi. Le prémier président de la banque (1885-1887) fut le Prince Placido Gabrielli, fils de Charlotte Bonaparte Gabrielli et petit-fils de Lucien Bonaparte. Le capital d'origine était de 6 millions de £ires (de 1880, soit 36 millions €uros de 2014) qui, selon les statuts, pouvait arriver à 20 millions.

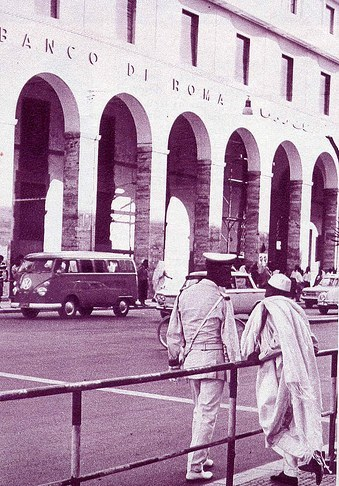
Le siège du Banco di Roma à Tripoli en Libye en 1960

À sa création, ce devait être un institut bancaire local mais l'évolution des besoins de sa clientèle le conduisent rapidement sur toutes les places européennes et devient très vite une banque à vocation internationale. En quelques années, de nombreuses agences sont ouvertes dans les principales villes italiennes et sera la première banque italienne à ouvrir à partir de 1901 des filiales à l'étranger. La banque ouvrira le 22 janvier 1902 une filiale à Paris, le 4 octobre 1906 à La Vallette à Malte, le 15 janvier 1910 à Barcelone.
Au lendemain de la Première Guerre mondiale la banque commence à prendre des participations dans des sociétés industrielles. En 1934, Mussolini réorganise complètement le système bancaire italien et le Banco di Roma, comme un certain nombre d'autres banques passe sous le contrôle de la holding d'Etat Istituto per la ricostruzione industriale - IRI. Elle deviendra en  1937 “Banque d'Intérêt National” soumise à la nouvelle loi bancaire fasciste. À la veille de la Seconde Guerre mondiale, sous la présidence de Felice Guarneri, le Banco di Roma dispose d'un très important réseau d'agence dans toute l'Italie mais également a fortement étendu sa présence internationale, surtout dans les pays autour de la Mer Méditerranée, au Moyen-Orient et en Afrique de l'Est.
Son expansion reprend dans l'après-guerre, malgré la création de Mediobanca, et se poursuivra durant les années 1950 et 1960, en Italie comme à l'étranger. Sa présence internationale est consolidée dans les années 1970 avec l'accord de coopération bancaire "Europartners" passé avec l'allemand Commerzbank, le français Crédit lyonnais et l'espagnol Banco Hispano-Americano et avec l'ouverture de nouvelle filiales sur tous les continents notamment en Amérique du Nord et en Extrême-Orient.
En 1991, sous la pression de l'Europe, l'Italie entame un processus de  concentration dans tous les domaines, industriels comme financiers qui se concrétisera le 1er Août 1992 à la naissance de la Banca di Roma qui regroupait la Cassa di Risparmio di Roma et le Banco di Santo Spirito. 
En 2002, la Banca di Roma fusionnait avec le groupe bancaire Bipop Carire, un groupement des banques populaires et de caisse d'épargne du nord de l'Italie, et le Banco di Sicilia pour former le groupe Capitalia. En 2007, cet ensemble sera repris par le groupe Credito Italiano pour former UniCredit.